# (35646) Estela
1998 KO66 (asteroide 35646) é um asteroide da cintura principal. Possui uma excentricidade de 0.10966960 e uma inclinação de 4.56534º.
Este asteroide foi descoberto no dia 18 de maio de 1998 por LONEOS em Anderson Mesa.